# Токомбаев, Асанбек
Асанбек Токомбаев — советский хозяйственный, государственный и политический деятель.

## Биография
Родился в 1924 году в селе Эпкин. Член КПСС с 1949 года.
Участник Великой Отечественной войны. С 1945 года — на хозяйственной, общественной и политической работе. В 1945—1985 гг. — советский работник в Киргизской ССР, директор издательства «Кыргызстан», главный редактор газеты «Советтик Кыргызстан», 2-й секретарь Фрунзенского городского комитета КП Киргизской ССР, секретарь ЦК КП Киргизской ССР, председатель Верховного Совета Киргизской ССР, председатель Комитета по телевидению и радиовещанию СМ Киргизской ССР.
Избирался депутатом Верховного Совета Киргизской ССР 6-11-го созывов.
Умер в Бишкеке в 1987 году.